# Eva-Maria Westbroek
Eva-Maria Westbroek (Belfast, 26 aprile 1970) è un soprano olandese.

## Biografia
Figlia del geologo Peter Westbroek, studiò canto al conservatorio dell'Aia tra il 1988 e il 1995, perfezionandosi con Iris Adami Corradetti e James McCray. Fece il suo debutto sulle scene nel 1994 come Madre Marie ne I dialoghi delle Carmelitane al Festival di Aldeburgh. Nel 2001 fu scritturata dalla Staatsoper Stuttgart con un contratto quinquennale e lì canto come Tosca, Carlotta, Emily Marty, Desdemona, Donna Anna, Giulietta, Maria e la duchessa di Parma. Nel 2006 fu proclamata Kammersängerin der Staatsoper Stuttgart.
Nel 2004 esordì all'Opéra Bastille come Madame Lidoine ne I dialoghi delle Carmelitane, mentre nel 2005 fu la protagonista Katerina nella Lady Macbeth del Distretto di Mcensk alla De Nationale Opera. Tornò a cantare il ruolo anche al suo debutto al Covent Garden nel 2006. Due anni più tardi esordì al Festival di Bayreuth come Sieglinde, tornandovi nella stessa parte anche nel 2009. Sempre nel 2008 esordì a Monaco come Crisotemi nell'Elettra, tornandovi poi anche nei ruoli di Jenůfa, Ariadne e Giorgetta.
Nel 2010 fece il suo debutto alla Wiener Staatsoper come Leonora ne La forza del destino e vi tornò poi come Minnie (2016) Katerina (2017) e Santuzza (2020). Nel 2011 fu l'eponima protagonista nella prima mondiale dell'opera Anne Nicole al Covent Garden, dove negli anni è tornata a cantare come Sieglinde, Minnie, Elisabeth, Didone, Giorgetta, Maddalena, Santuzza e Liza. Sempre nel 2011 esordì al Metropolitan come Sieglinde, ma dovette abbandonare la rappresentazione dopo l'intervallo perché indisposta; tornò comunque a cantarvi ne La Valchiria la settimana dopo e poi, nel corso delle stagioni, come Francesca da Rimini, Katarina, Elisabeth, Santuzza e Minnie.

## Videografia parziale
- 2011 - Il tabarro - Lucio Gallo, Eva-Maria Westbroek, Aleksandrs Antoņenko, dir. Antonio Pappano. Opus Arte
- 2011 - Anna Nicole, dir. Antonio Pappano, Opus Arte/Naxos
- 2012 - Les Troyens - Bryan Hymel, Anna Caterina Antonacci, Eva-Maria Westbroek, Fabio Maria Capitanucci, Hanna Hipp, dir. Antonio Pappano. Opus Arte
- 2015 - Andrea Chénier - Jonas Kaufmann, Eva-Maria Westbroek, Zeljiko Lucic, dir Antonio Pappano. Warren Classics
- 2015 - Cavalleria rusticana/Pagliacci -  Aleksandrs Antonenko, Eva-Maria Westbroek, Carmen Giannattasio, dir. Antonio Pappano. Opus Arte